# Ширинджанов, Мирзоджан Ширинджанович
Мирзоджан Ширинджанович Ширинджанов (1922, Шугнанский район, Туркестанская АССР, РСФСР, СССР — ?) — советский и таджикский государственный деятель, председатель Горно-Бадахшанского облисполкома (1961—1967).

## Биография
Родился в крестьянской семье крестьянина, таджик. Член ВКП(б) с 1945 г. В 1955 г. в качестве слушателя окончил Высшую партийную школу при ЦК КПСС.
Трудовую деятельность начал в 1940 г. учителем в школе в Хороге.
- 1947—1950 гг. — инструктор, заведующий сектором школ отдела пропаганды и агитации Горно-Бадахшанского областного комитета КП(б) Таджикистана,
- 1950—1953 гг. — первый секретарь Горно-Бадахшанского обкома ЛКСМ Таджикистана,
- 1956—1958 гг. — первый секретарь Шугнанского районного комитета Компартии Таджикистана,
- 1958—1961 гг. — секретарь Горно-Бадахшанского обкома Компартии Таджикистана,
- 1961—1967 гг. — председатель исполкома Совета депутатов трудящихся Горно-Бадахшанской автономной области,
- 1967—1980 гг. — заведующий отделом советских органов Управления делами Совета Министров Таджикской ССР.

С 1980 г. на пенсии.
Избирался депутатом Верховного Совета Таджикской ССР, членом ЦК КП Таджикистана.

## Награды и звания
Награждён орденом Трудового Красного Знамени, двумя орденами «Знак Почета», четырьмя медалями, Почетной Грамотой Президиума Верховного Совета Таджикской ССР.